# Golfo di Martaban

Le zone colpite dal ciclone Nargis nel 2008

Il golfo di Martaban (in lingua birmana မုတ္တမပင်လယ်ကွေ့) fa parte del mare delle Andamane. Si trova nella Birmania meridionale, nella zona compresa tra la penisola formata dal delta dell'Irrawaddy e le coste dello stato Mon. Ha preso il nome dalla città portuale di Mottama, che in precedenza era chiamata Martaban. I principali fiumi che sfociano nel golfo sono il Saluen, il Sittaung e lo Yangon.
È caratterizzato da un'altezza dell'onda di marea che raggiunge i 7 metri nella parte occidentale del golfo, all'Elephant Point. In primavera, quando l'altezza dell'onda di marea raggiunge i 6,6 metri, le acque si intorbidiscono in un'area di oltre 45.000 km². Durante la bassa marea la chiazza torbida si restringe a 15.000 km² e si sposta avanti e indietro fino a circa 150 km.
Nel 2008, le coste del golfo hanno subito enormi danni al passaggio del ciclone Nargis, che ha provocato nel paese la perdita di oltre 100.000 vite umane.